# دوغ باول
دوغ باول (بالإنجليزية: Doug Powell)‏ هو جغرافي أمريكي، ولد في 4 نوفمبر 1920، وتوفي في 23 يناير 2006.